# Cratere Hess
Hess è un cratere lunare di 90,44 km situato nella parte sud-occidentale della faccia nascosta della Luna.
Il cratere è dedicato agli statunitensi Victor Franz e Harry Hammond Hess, rispettivamente fisico e geologo.

## Crateri correlati
Alcuni crateri minori situati in prossimità di Hess sono convenzionalmente identificati, sulle mappe lunari, attraverso una lettera associata al nome.
| Hess | Coordinate             | Diametro (in km) |
| ---- | ---------------------- | ---------------- |
| M    | 56°12′00″S 173°25′12″E | 25,18            |
| W    | 52°47′24″S 171°02′24″E | 25,93            |
| Z    | 52°04′48″S 173°42′36″E | 81,1             |